# Serhi Kurochkin
Serhi Kurochkin es un deportista ucraniano que compite en acuatlón. Ganó dos medallas en el Campeonato Europeo de Acuatlón en los años 2015 y 2018.

## Palmarés internacional
| Campeonato Europeo | Campeonato Europeo  | Campeonato Europeo | Campeonato Europeo |
| Año                | Lugar               | Medalla            | Prueba             |
| ------------------ | ------------------- | ------------------ | ------------------ |
| 2015               | Colonia ( Alemania) | Medalla de bronce  | Individual         |
| 2018               | Ibiza ( España)     | Medalla de oro     | Individual         |